# Chipewyan

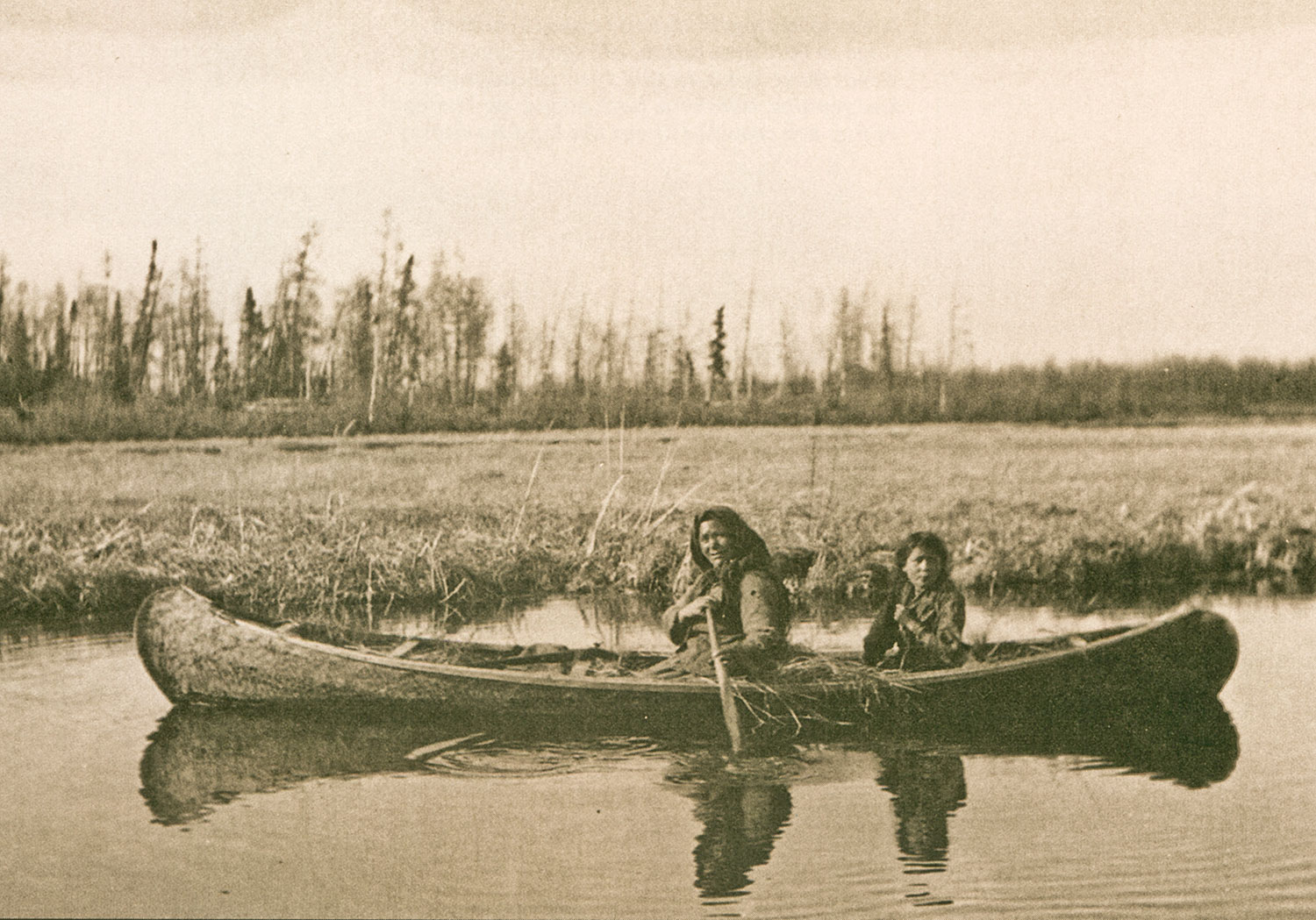
Eine Chipewyan-Frau mit Kind auf der Jagd nach Bisamratten entlang der flachen Ränder des Garson-Sees in West-Saskatchewan

Die Chipewyan (engl. Aussprache: ‘Chip-uh-WHY-an’), Denesuline (auch Denésoliné, Dënesųłiné, Dënë Sųłınë́ – ‘ursprüngliche/echte Menschen’, sprich [tɛ̀nɛ̀ sũ̀ɬìnɛ́] in Chipewyan, engl.: Aussprache: ‘Dene-su-lee-neh’) oder einfach Dene (sprich: [tɛ̀nè]) sind eine kanadische Gruppe der sogenannten First Nations (kanadische Indianer). Zu Beginn der europäischen Expansion wurden sie von den Franzosen „Montagnais“ genannt (nicht zu verwechseln mit den Innu-Montagnais) und von den Engländern „Nördliche Indianer“. Die Chipewyan-Sprache wird von den Gruppen außerhalb der Städte noch häufig gesprochen und überliefert.
Die Chipewyan gehören zu den fünf Gruppen der Dene (Dené), die sprachlich zu den Nördlichen Athapasken der Na-Dené-Sprachfamilie zählen. Die Dene (Dene ist der unter Athapasken übliche Begriff für ‘Volk’) der Nordwest-Territorien, Nunavuts sowie der im Süden angrenzenden Gebiete von Manitoba, Saskatchewan und Alberta umfassen neben den Chipewyan die Yellowknife (T'atsaot'ine, Tatsanottine), Dogrib (Tłįchǫ oder Tåîchô, auch Thlingchadinne), die South Slavey (Deh Cho) sowie North Slavey (Sahtu Dene oder Sahtu).
Die Diné (Navajo) und Apachen (T'Inde, Inde, N'de, N'ne) haben ähnliche Namen wie die Dené, zählen jedoch zu den Südlichen Athapasken.

## Namensgebung
Der Name Chipewyan leitet sich, wie viele andere Stammes- und Ortsbezeichnungen auf den Nordwestlichen Plains, aus der Cree-Sprache ab, die zu den Nördlichen Algonkin-Sprachen gehört. Die südlich von ihnen lebenden Cree nannten sie Wetcipwayi Wiyiniwuk oder Cīpwayān (abgeleitet von cīpwāw (ᒌᐚᐤ) – ‘to be pointed’ und wayān (ᐘᔮᐣ) – ‘skin’ oder ‘hide’, d. h. ‘Cīpwayān’ (ᒌᐘᔮᐣ) – ‘People wearing Pointed Skins’ – ein Verweis auf den Schnitt und Stil der Chipewyan-Parkas).
Trotz der offensichtlichen Ähnlichkeit der Namen dürfen die Chipewyan nicht mit den algonkianischen Chippewa (einer teilweise gebräuchlichen Übertragung des Namens ‘Ojibwa’), die sich selbst Anishinabe (‘das erste Volk’) nennen, verwechselt werden.
Die Chipewyan selbst bezeichneten sich als Dene, Denesuline oder Dënesųłiné – ‘die echten Menschen’. Ihre Sprache, die wie erwähnt zum Nördlichen Zweig der Athapaskischen Sprachen gehört, wird ebenfalls als ‘Denesuline’ (auch Dene Suline) oder meist von Linguisten als ‘Chipewyan’ bezeichnet. Die Chipewyan sprechen meist den 't'-Dialekt des Denesuliné, mit Ausnahme der Chipewyan von Fond du Lac, die den 'k'-Dialekt sprechen.

## Wohngebiet
Die verschiedenen Gruppen der Chipewyan lebten in den weiten Wald- und Seengebieten in den südlichen Nordwest-Territorien zwischen der Hudson Bay im Osten und dem Großen Sklavensee im Westen. Ihr Wohngebiet erstreckte sich in den weiten borealen Wald- und Seengebieten vom Churchill River im Süden nordwärts in die Waldtundra und Tundra (Barren grounds), sowie zwischen der Hudson Bay im Osten und dem Großen Sklavensee und Lake Athabasca in Alberta im Westen. Es umfasst eine Fläche, die mit rund 400.000 km² noch deutlich größer ist als ganz Deutschland.

## Lebensweise und Kultur

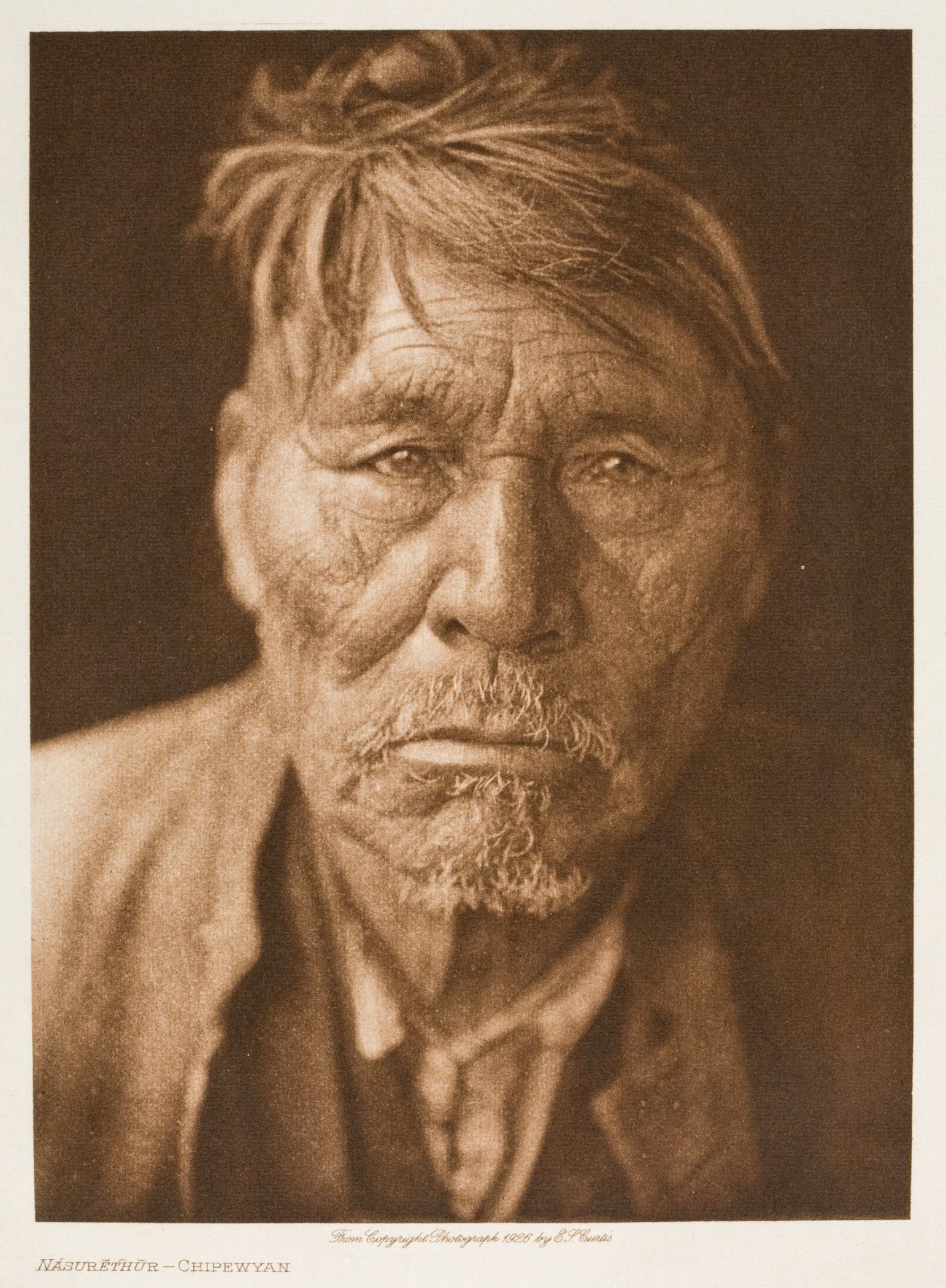
Násurēťhūr, ein Chipewyan, fotografiert 1926 von Edward S. Curtis

Wie benachbarte subarktische Völker auch zogen die Chipewyan in kleinen Gruppen (engl. bands), bestehend aus einer oder mehreren Großfamilien (engl. extended families), als nomadisierende Jäger und Sammler durch ihr aus vielen Seen und Flüssen bestehenden Gebiet, jagten Wild (Karibu, Moschusochsen, Elche), lebten vom Fischfang (insbesondere Lachse) sowie vom Sammeln von Wurzeln, Beeren und Flechten. Für ihre Kleidung sowie später als Handelsgut im Pelzhandel jagten sie zudem Vielfraße, Minks, Hermeline, Biber und Otter. Obwohl die Chipewyan neben den Cree und Anishinabe eine der größten Bevölkerungsgruppen in Kanada waren, waren sie nicht zentralistisch organisiert und bildeten keine Stämme im kolonialen Sinn.
Es war ihre gemeinsame Sprache sowie Kultur, über die sich die Chipewyan als Einheit definierten und gegenüber anderen Dene abgrenzten. Innerhalb und zwischen den Gruppen gab es große Fluktuation und Flexibilität. Früher identifizierten sich die Chipewyan gegenseitig als Denesuliné durch ihre Sprache – ‘wenn er verstanden wird, dann ist er ein Chipewyan, wenn er nicht verstanden wird, so ist er kein Chipewyan’.
Vor der Etablierung des Pelzhandels waren die Chipewyan – wie alle Athabasken – in kleinen, unabhängigen Jägerhorden mehr oder weniger herrschaftsfrei organisiert. Erst durch die Einrichtung der Pelzhandelsstationen und das Vorbild der Europäer entwickelten sich langsam politische Strukturen und abgrenzbare Chipewyan-Bands. Die Häuptlinge hatten nur begrenzte Autorität, die auf ihrer Führungsqualität, Urteilsfähigkeit sowie Großzügigkeit beruhte. Trotz der für Jägervölker egalitären Sozialstruktur standen die Frauen der Chipewyan – die überdies die meisten anfallenden Arbeiten erledigten und für ihre Quillarbeiten, Perlen- und Seidenstickereien bekannt waren – unter dem Mann, dessen Willkür sie nicht selten ausgeliefert waren. Da sie in ihrer Kultur traditionell individuelle Freiheit hochschätzten, hatten sie im Gegensatz zu den meisten Plains-Stämmen ihrer Zeit kein System der organisierten Kriegsführung mit Militär- und Kriegsgesellschaften entwickelt, obwohl sie die Inuit (Caribou Inuit) im Norden, mehrere Dene-Stämme (Yellowknife, Slavey, Dogrib) im Westen und Nordwesten sowie die in ihr Stammesgebiet vordringenden Cree im Süden zu ihren Feinden zählten.
In ihrer Lebensweise ähnelten sie hierbei stark den benachbarten Dene-Stämmen, besonders den nördlich lebenden Yellowknife, so dass diese oft als eine Untergruppe der Chipewyan angesehen wurden. Die Yellowknife galten jedoch im Gegensatz zu den benachbarten Völkern als kühne und wagemutige Krieger, sowie als skrupellos, anmaßend und selbstherrlich in ihrem Verhalten, die die Gutmütigkeit ihrer Nachbarvölker oft zu ihrem Vorteil nutzten. Aus Vergeltung wurden die Yellowknife schließlich von den benachbarten Völkern mit Rachezügen überzogen und dezimiert.

### Religion
In der ursprünglichen athabaskischen Religion hatte der Hund einen besonderen Platz bei diesem Volk. In ihrem Schöpfungsmythos war es ein Hund, der den Menschen erschuf. Hunde wurde daher – sofern keine Hungersnot herrschte – besonders gut behandelt. Ihre Toten ließen die Chipewyan im Freien aufgebahrt, so dass sie von den Tieren gefressen werden konnten. Bis heute hält sich der Glaube an die Beseeltheit aller Lebewesen und natürlicher Erscheinungen (→ Animismus), insbesondere bei den traditionellen Bewohnern der Wälder. Eine Besonderheit bei den Chipewyan (und einigen benachbarten Denegruppen) ist der Glaube an Inkoze, eine unpersönliche und übernatürliche Macht, die alle Tiere bzw. ihre Geister in einem großen Tierbewusstsein verbindet und deren Besitz der Mensch in Träumen und Visionen erlangen kann. Inkoze verschafft dem Menschen außergewöhnliche Kenntnisse, die etwa zum Heilen von Krankheiten oder zum Aufspüren von Beutetieren genutzt werden können. Ursprünglich handelte es sich vor allem um eine Kraft, die dem Jäger Macht über die Tiere verschaffte. Es ist tabu, von seinem Inkoze zu sprechen. Stattdessen muss man durch kreative Taten beweisen, dass man es hat. Inkoze war früher der Dreh- und Angelpunkt der Chipewyan-Weltanschauung; die Weisheit, um zu überleben und das menschliche Leben zu organisieren. Besonders viel Inkoze wurde den Medizinmännern zugesprochen. Sie waren bis zur Christianisierung für ihre Gruppen als Heiler, Zauberer, Jagdmagier und Beschützer vor negativen Einflüssen tätig. Seit der Mitte des 20. Jahrhunderts wurden ihre Aufgaben immer geringer und ihr Wirken findet seither nur noch im Geheimen statt. Die Chipewyan haben den Glauben an Inkoze und andere traditionell-religiöse Vorstellungen synkretistisch in das Christentum integriert, dem heute offiziell nahezu alle angehören. Real sind die meisten Chipewyan heute demnach sowohl Christen als auch Animisten.

## Geschichte

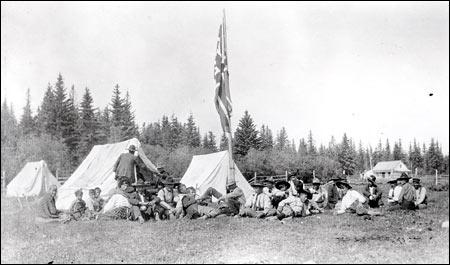
Chipewyan erhalten staatliche Zahlungen in Portage La Loche, Saskatchewan. Im Hintergrund die Station der Hudson Bay Company (ca. 1911)

Im 17. und 18. Jahrhundert standen Franzosen und Engländer um die Hudson Bay in scharfer Konkurrenz um die Pelze von Füchsen, Bibern und Bisamratten.
Jedoch hatten Swampy Cree und Woodland Cree, die entlang der südlichen Hudson Bay und James Bay wohnten, bereits früher Kontakt zu den europäischen Händlern und deren Produkten (Eisenwaren, Waffen, Munition, Perlen). Besonders als 1670 die Hudson’s Bay Company mitten im Cree-Gebiet die Handelsstation York Factory errichtete, hatten diese einen unmittelbaren militärischen Vorteil gegenüber benachbarten Stämmen wie den südlich lebenden Assiniboine und nördlich lebenden Dene-Gruppen. Besonders Chipewyan und Slavey hatten unter den Raubzügen und der Ausbeutung ihrer Jagdgründe durch vordringende Cree zu leiden. Die Assiniboine bildeten daraufhin mit den Cree (Anfang des 18. Jahrhunderts kamen die west- und südwestwärts gezogenen Plains Ojibwa hinzu) eine starke Militärallianz, die als ‘Iron Confederacy’ bezeichnet wurde – die Cree nannten die Allianz jedoch Nehiyaw-Pwat (in Cree: Nehiyaw – ‘Cree’ und Pwat oder Pwat-sak – ‘Sioux (Feinde)’).
Diese Allianz ermöglichte es den verbündeten Stämmen ab 1680 ein umfangreiches Kanu-Handelssystem entlang des Winnipegsees und des Nelson River, des Rainy Lake, des Lake of the Woods, des Winnipeg River und vom Lake Winnipeg nordostwärts bis zur York Factory an der Hudson Bay aufzubauen. Viele Cree-Gruppen siedelten sich in der Nähe der Handelsstationen an, um so zunächst an die für sie wichtigen Güter (besonders Gewehre, Munition, Metallwaren, Messer, Ahlen, Äxte, Tomahawks, Kessel, Tabak und Alkohol) zu gelangen, um dann den Zwischenhandel mit den Völkern im Westen (Blackfoot, Gros Ventre, Sarcee), im Norden (Chipewyan, Dogrib, Daneẕaa, Slavey, Yellowknife) und im Süden (Hidatsa, Mandan) möglichst zu monopolisieren. So etablierten die Nehiyaw-Pwat ein Handelsmonopol mit den First Nations abseits der Forts um Pelze, die sie den Europäern, vor allem der Hudson’s Bay und der North West Company, anbieten konnten. Ohne die Cree und Assiniboine, die die Kontrolle über die einzigen Transportwege, die mit den sogenannten Pelzhandelskanus befahrenen Flüsse und Seen, innehatten, hätte es den Pelzhandel nie gegeben. Gleichzeitig gestattete ihnen die bessere Waffenausrüstung die Expansion nach Westen und Norden – wobei sie militärisch gegen die Chipewyan im Norden und die Dakota im Süden (1670–1700) vorgingen. Viele Cree verließen nun den Hudson-Bay-Raum (ab etwa 1740), wo die Pelzhandelsgesellschaft eine erste Handelsstation am Waswanipi Lake eingerichtet hatte.
Neben der Errichtung eines Handelsmonopols erlaubten die britischen und französischen Gewehre den Cree zudem ab 1670 auf Sklavenjagd unter den benachbarten Stämmen zu gehen. Besonders die als nicht so wehrhaft geltenden Dene im Norden wurden Opfer von Sklavenjagden. Thanadelthur (‘Marten Jumping’), eine junge Chipewyan (nach mancher Überlieferung eine Slavey), wurde 1713 von plündernden Stoßtrupps der Cree am Großen Sklavensee geraubt. Als ihr jedoch 1714 die Flucht gelang, führte sie William Stewart, einen Händler der HBC, und 150 Cree zum Ostufer des Großen Sklavensees und vermittelte Frieden zwischen Chipewyan und Cree. Daraufhin errichtete die HBC 1717 den Handelsposten Fort Prince of Wales am Churchill River und ermöglichte somit den Chipewyan erstmals direkten Zugang zu einem europäischen Handelsposten als auch den Cree einen ungestörten Zwischenhandel zwischen der HBC und dem Nordwesten.
Der Pelzhandel verschärfte die bereits existierenden Konflikte um die Ressourcen der Region zwischen den Chipewyan und ihren südlichen Nachbarn, den Cree (von den Chipewyan als ena – ‘Feind’ bezeichnet). Zwar wurden zwischen 1716 und 1760 friedliche Kontakte geknüpft und es etablierte sich sogar eine Allianz gegen ihre gemeinsamen Feinde, die Inuit, doch bestand zwischen einzelnen Chipewyan und Cree-Gruppen weiterhin erbitterte Feindschaft. Der Pelzhandel wirkte sich ab dem späten 18. Jahrhundert zudem negativ auf ihre Beziehungen zu ihren nördlichen Nachbarn, die Inuit (die sie hotel ena – ‘Feinde der (Tief-)Ebenen’ nannten), aus, da letztere südwärts zogen, um auch am Handel partizipieren zu können und daher mit den Chipewyan konkurrierten.
Nachdem nun auch die Chipewyan mit Gewehren durch die Pelzhandelskompanien bewaffnet waren, dominierten sie im 18. Jahrhundert ihre athapaskischen Nachbarn, die Dogrib und die Yellowknife, verwehrten ihnen den Zugang zu den Pelzhandelsstationen und zwangen sie, ihnen die Pelze zu verkaufen. Manche Chipewyan-Gruppen zogen weiter nach Norden in die borealen Wälder, um dort zu jagen und Fallen zu stellen, da diese Gebiete mehr für den Handel wichtige Pelztiere aufwiesen. Andere Gruppen expandierten nach Süden, manche begannen sogar nördliche Gebiete der Aspen Parklands zu nutzen, um auf Bisonjagd zu gehen. Andere Chipewyan hielten sich vom Handel und den Stützpunkten der Europäer fern und behielten ihre traditionelle Lebensweise als Jäger und Sammler bei. Zwischen 1781 und 1784 beendete jedoch eine Blatternepidemie ihre Vorherrschaft, da ihr zwischen 50 und 90 Prozent der Chipewyan zum Opfer fielen.
1770 traf Samuel Hearne erstmals auf Gruppen von Yellowknife, als er das Gebiet im Auftrag der Hudson’s Bay Company für den Pelzhandel öffnen wollte. Hearne war einer der wichtigsten europäischen Entdecker im Norden Kanadas. Maßgeblich an seinen Erfolgen beteiligt war sein Chipewyan-Pfadfinder Matonabbee. Als der Pelzhandel nach Westen bis zum Großen Sklavensee im späten 18. und frühen 19. Jahrhundert expandierte, nutzten nun auch die Yellowknife ihren strategischen Ortsvorteil und vertrieben für kurze Zeit die Dogrib aus dem Gebiet entlang des Yellowknife River. Anfang des 19. Jahrhunderts waren die Yellowknife bereits durch von Weißen und Tlingit-Händler eingeschleppte Seuchen, kriegerische Konflikte um den Zugang zum Pelzhandel sowie durch Hunger stark dezimiert. Zudem erschwerten die durch europäische Händler eingeführten eisernen Waren den Yellowknife das Überleben, da sie nun nicht mehr ihre kupfernen Messer, Äxte und andere Werkzeuge gegen Nahrung bei benachbarten Stämmen eintauschen konnten.
1823 überfiel ein Kriegstrupp der Dogrib als Vergeltung für ihre Vertreibung vom Yellowknife River ein Lager der bereits geschwächten Yellowknife am Großen Bärensee und zwang diese, ihre traditionellen Karibujagdgründe in dieser Region aufzugeben und bei den Chipewyan Schutz zu suchen. Manche Yellowknife schlossen sich auch den Dogrib an. Heute haben sie ihre Identität als eigenständige First Nation verloren und sind in den benachbarten Gruppen aufgegangen.
1858 kam mit Henri Faraud der erste (katholische) Missionar zu den Chipewyan. Er wirkte in Fort Resolution und übersetzte das Neue Testament in die Sprache der Indianer. Bis zum Zweiten Weltkrieg erreichte die christliche Mission die weit verstreut lebenden Lokalgruppen jedoch fast gar nicht.
Bis zum Beginn der 1950er Jahre blieb die subsistenzorientierte Karibujagd die wirtschaftliche Basis praktisch aller Chipewyans. Bis zum Ende des 20. Jahrhunderts jedoch gaben die meisten ihren traditionellen Lebensstil auf und ließen sich in den Kleinstädten nieder, die sich aus den Pelzhandelsstationen gebildet hatten. Statt „Bush Food“ ersetzte fortan modernes Essen die Ernährung. Bei den Chipewyan kam es nicht wie bei vielen anderen kanadischen Indianern zu einer gemischten Lebensweise. Stattdessen spaltete sich das Volk in die fast vollständig akkulturierten Stadtbewohner und einige kleine Gruppen, die in die Wildnis zurückkehrten, um dort wieder traditionell zu leben. Die Städter hingegen lebten bis in die 1980er Jahre vorwiegend von staatlicher Unterstützung. Danach nahm die Lohnarbeit – vor allem in und für die aufstrebende Ölindustrie – ständig zu.

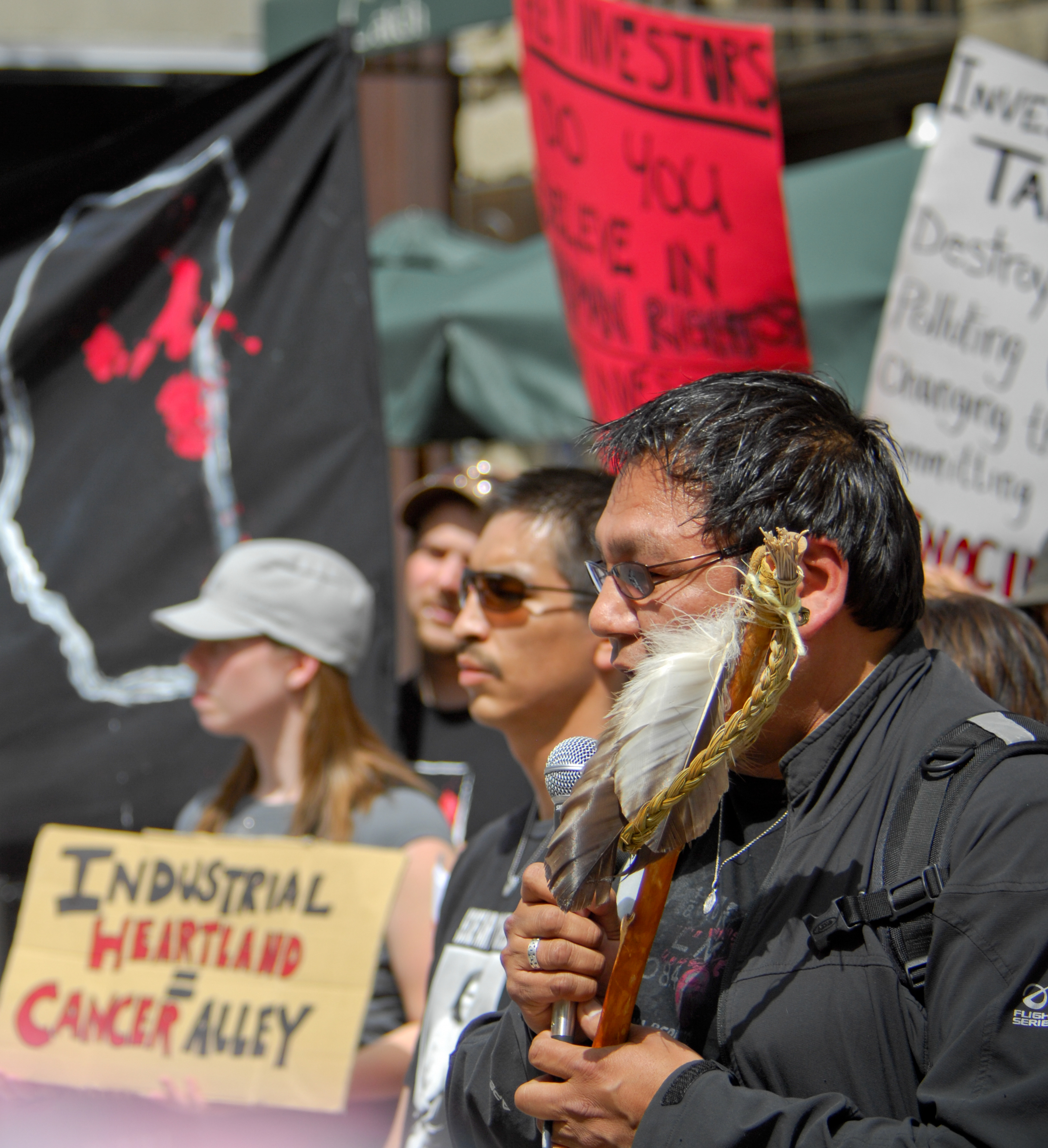
Protest verschiedener NGOs (darunter die Athabasca Chipewyan First Nation) gegen den Teersandabbau in Fort Chipewyan, 2008

Manche Gruppen – etwa die Fort McKay First Nation – kamen dabei zu Wohlstand, da sie aus der Not (Verletzung der seit 1899 verbrieften, indigenen Landrechte durch die Ölfirmen) eine Tugend machten und die Firmen zur Kooperation veranlassten. Die aggressive Ausbeutung der Teersandminen Albertas seit den 1990er Jahren hat demnach für diese Gruppe positive Effekte: Es wurden lukrative Abkommen mit den Ölfirmen geschlossen, Entschädigungen gezahlt und die Wiederherstellung von Fauna und Wildtierbestand wurde vertraglich vereinbart, sobald eine Teersandmine ausgeschöpft ist. Andere Gruppen der Chipewyan – etwa jene von Fort Chipewyan am Westende des Athabascasees – sind indessen erbitterte Gegner der Teersandausbeutung und klagen die Industrie an, die Gewässer mit Arsen verseucht zu haben und für die vermehrt auftretenden Krebserkrankungen des Gallengangs verantwortlich zu sein. Der Zusammenhang liegt nahe, kann jedoch nicht bewiesen werden.

## Regionale Gruppen der Chipewyan
Wie bereits erwähnt, zogen die Chipewyan in kleinen Gruppen (engl. sog. bands), bestehend aus mehreren Großfamilien (engl. extended families), zwischen Winter- und Sommerlagern wechselnd, als Jäger und Sammler umher. Später bildeten sich in der Nähe der europäischen Handelsposten mehrere regionale Großgruppen, um den Zwischenhandel sowie die Jagd auf die pelztragenden Tiere zu kontrollieren. Zudem ermöglichten ihnen die größeren Gruppen, ihre Dene-Nachbarn zu dominieren als auch sich besser der ab Mitte des 18. Jahrhunderts bis zum Peace River und Lake Athabasca vordringenden feindlichen Cree zu erwehren:
- Kaí-theli-ke-hot!ínne (‘willow flat-country up they-dwell’ - ‘Jene, die bis in die von Weiden bewachsene Tundra leben’), lebten am westlichen Ufer des Athabasca Lake bei Fort Chipewyan, ihr Stammesgebiet erstreckte sich nordwärts bis nach Fort Smith am Slave River und südwärts bis Fort McMurray am Athabasca River[13]
- Kés-ye-hot!ínne (‘aspen house they-dwell’ oder ‘poplar house they-dwell’ - ‘Jene, die beim Pappel-Haus, d. h. Fort, wohnen’), lebten am Oberlauf des Churchill River, entlang des Lac Île-à-la-Crosse, Portage la Loche (auch Methy Portage)[14], Cold Lake, Heart Lake und Onion Lake – der Name ist wahrscheinlich eine Bezeichnung benachbarter Chipewyan-Gruppen für jene Großgruppe und nimmt wörtlich Bezug auf die von europäischen Händlern am Lac Île-à-la-Crosse errichteten Handelsforts, die aus Pappel- (engl. ‘poplar’) oder Zitterpappel-Holz (engl. ‘aspen’) errichtet waren
- Hoteladi (‘Nördliches Volk’), lebten nördlich der Kés-ye-hot!ínne zwischen Cree Lake, westlich des Reindeer Lake, im Süden sowie dem Ostufer des Lake Athabasca im Norden
- Hâthél-hot!inne (‘lowland they-dwell’ - ‘Jene, die in den Ebenen leben’), lebten in der Reindeer-Lake-Region, der südwärts in den Churchill River entwässert
- Etthen eldili dene (Etthén heldélü Dené, Ethen-eldeli - ‘Karibu-Esser’), lebten in der Waldtundra und Tundra östlich des Athabasca Lake bis weit nach Osten zur Hudson Bay, am Caribou Lake (auch Reindeer Lake), Hatchet Lake (auch Axe Lake), Wollaston Lake sowie Brochet Lake
- Kkrest‘ayle kke ottine (‘dwellers among the quaking aspens’ - ‘Jene, die unter Zitterpappeln leben’ oder ‘Trembling Aspen People’ - ‘Zitterpappel-Volk’), lebten in den borealen Wäldern zwischen dem Great Slave Lake im Süden und Great Bear Lake im Norden
- Sayisi Dene (auch Saw-eessaw-dinneh - ‘Volk der aufgehenden Sonne’, d. h. ‘Volk des Ostens’), kamen zum Handeln nach Fort Chipewyan, ihre Jagd- und Stammesgebiete erstreckten sich zwischen dem Athabasca und Great Slave Lake sowie entlang des Churchill River
- Gáne-kúnan-hot!ínne (‘jack-pine home they-dwell’ - ‘Jene, die im Gebiet der Banks-Kiefer leben’), lebten in der Tundra östlich des Lake Athabasca und zentrierten sich besonders entlang des östlichen Fond du Lac, Saskatchewan
- Des-nèdhè-kkè-nadè (auch Desnedekenade, Desnedhé hoæé nadé hoþünö - ‘Volk entlang des großen Flusses’, auch als Athabasca Chipewyan bekannt), lebten zwischen Great Slave Lake und Lake Athabasca entlang des Slave River in der Nähe von Fort Resolution (Deninoo Kue - ‘Elch-Insel’)
- Thilanottine (auch Tu tthílá hoþünö - ‘those who dwell at the head of the lakes’ oder ‘people of the end of the head’), lebten entlang der Seen des Oberen Churchill River-Gebiets, entlang des Churchill River und Athabasca River, vom Great Slave Lake und Lake Athabasca im Norden bis zum Cold Lake und Lac La Biche im Südwesten[15]
- Tandzán-hot!ínne (‘dwellers at the dirty lake’ - ‘Jene, die am schmutzigen See leben’, auch Dení-nu-eke-tówe - ‘moose island up lake-on’ - ‘Jene, die von der Elch-Insel bis zum See leben’), lebten am nördlichen Ufer des Great Slave Lake und entlang des Yellowknife River und vor ihrer Vertreibung durch die Dogrib am Coppermine River, werden oft als eine Gruppe der Chipewyan betrachtet, bilden aber als Yellowknife historisch eine eigenständige First Nation und nannten sich selbst T'atsaot'ine

## Heutige First Nations der Chipewyan
Heute leben ca. 27.000 Chipewyan in 27 Gemeinschaften im Norden Albertas, Saskatchewans, Manitobas und den Nordwest-Territorien:
Alberta:
- Athabasca Tribal Council[17]
  - Fort McKay First Nation (die Gemeinde Fort McKay, befindet sich in der Regional Municipality von Wood Buffalo, ca. 65 km nördlich von Fort McMurray, die Fort McKay First Nation gehört zu den Unterzeichnern des Vertrag Nr. 8.[18] Früher lebten die nomadischen Chipewyan (Denesuline) von der Jagd, dem Fallenstellen, Fischfang sowie dem Sammeln in den Wäldern entlang des Athabasca River, aber mit dem Aufkommen des Pelzhandels und 1820 der Errichtung eines Hudson’s-Bay-Company-Handelsposten sowie feindlichen nach Nordwesten vordringenden Woodland Cree, siedelten sie bald zusammen mit den Cree als sog. Homeguards dauerhaft bei den Posten. Heute leben sie vor allem sehr ertragreich von der Ölindustrie, der sich seit 1980 Häuptling Jim Boucher öffnete, statt sie zu bekämpfen.[12] Reservate: Fort McKay #174, 174C, 174D, Namur Lake #174B, 174A, ca. 149 km², Population: 696)[19][20]
  - Fort McMurray First Nation (Tthı̨dłı̨ kuę́ ) (die First Nation unterzeichnete 1899 einen Anhang zum Vertrag Nr. 8, die Fort McKay First Nation gehörte einst zu Fort McMurray, wurde aber 1942 unabhängig, das Reservat #175 liegt 20 km östlich von Fort McMurray und die Reservate #176, 176A und 176B nahe Anzac am Gregoire Lake, ca. 50 km südöstlich von Fort McMurray, #176 ist hierbei das größte und bevölkerungsreichste, die Mitglieder sind vorwiegend Woodland Cree und Chipewyan (Denesuline), Reservate: Fort McMurray #468, Clearwater #175, Gregoire Lake #176, 176A, 176B, ca. 31 km², Population: 632)[21]
  - Athabasca Chipewyan First Nation (unterzeichnete den Vertrag Nr. 8, bevölkerungsreichstes Reservat #201 liegt am südwestlichen Ufer des Lake Athabasca nahe Fort Chipewyan (K’aı́tëlı́), Reservate: Fort Chipewyan, Chipewyan #201, 201A, 201B, 201C, 201D, 201E, 201F, 201G, ca. 348 km², Population: 934)[22] In dieser Siedlung herrscht nach wie vor Armut, Arbeitslosigkeit und kulturelle Entwurzelung, die mit Fettsucht und Depressionen, Zigaretten- und Alkoholkonsum sowie alkoholbedingter häuslicher Gewalt einhergeht.[12]
  - Chipewyan Prairie First Nation (Tł’ógh tëlı́ dënesųłı̨ne) (in den späten 1700er bis frühen 1800er wurden ca. 9/10 der Chipewyan (Denesuline) durch die Pocken und Kämpfe gegen Cree und andere Stämme getötet, die First Nation liegt ca. 120 südöstlich von Fort McMurray, sie waren die letzten, die den Vertrag Nr. 6 1922 unterzeichneten, 1933 wurde das Reservat errichtet, das Stammesgebiet umfasste einst ca. 372.960 km²[23] östlich des Athabasca River bis zum heutigen Fort McMurray, an der Saskatchewan-Grenze und südwärts bis zur heutigen Primrose Bombing Range, Verwaltungssitz befindet sich im Reservat #194, ca. 97 km südwestlich von Fort McMurray, Reservate: Big Horn #144A, Cowper Lake #194A, Janvier #194, Winefred Lake #194B (Ɂuldáze1 tué), ca. 31 km², Population: 739)[24]
- Tribal Chiefs Association (TCA)[25]
  - Cold Lake First Nations (Łué chógh tué) (traditionelle Jagdgebiete umfassten im Sommer den Cold Lake (‘Luwe Chok Tuwe’ oder ‘Łue Chok Tué’) und dessen Nachbarseen und im Winter den 15 km nördlich gelegene Primrose Lake (‘Xah Tué’), bereits 1716 wurden sie von Woodland Cree, die mit Gewehren von europäischen Pelzhandelsgesellschaften bewaffnet, das Machtgleichgewicht zu ihren Gunsten veränderten, überfallen und hart bedrängt, erst ab 1800 unternahmen sie eigene Handelsreisen mittels der Wasserwege über die Hudson und James Bay bis zum Sankt-Lorenz-Strom, doch diese Kontakte brachten zwei schwere Pocken-Epidemien die die meisten Stammesgruppen töteten, durch die hieraus resultierende kulturelle Verunsicherung konnten viele Denesuline ab 1844 missioniert werden, 1876 unterzeichneten sie als einzige Chipewyan (Denesuline) unter Häuptling Uldahi (Matthias Janvier-Jackfish), zusammen mit Plains Cree, Woodland Cree und Assiniboine, den Vertrag Nr. 6[26], die First Nation, die heute aus Cree und Denesuline besteht, liegt 300 km nordöstlich von Edmonton, ca. 1000 Stammesmitglieder leben in drei verschiedenen Siedlungen – LeGoff, English Bay, dem Verwaltungssitz, und Cold Lake, nahe dem Cold Lake, die meisten übrigen Mitglieder leben in städtischen Zentren wie Edmonton, Reservate: Blue Quills First Nation, Cold Lake #149, 149A, 149B, 149C, ca. 209 km², Population: 2.482)[27]
- Akaitcho Territory Government (ATG)[28]
  - Smith's Landing First Nation (Tthëbátthı́ dënesųłı̨ne) (‘Thebati Dene Suhne’, ‘Thebacha Tthëbáchághë’, abgel. von Thebacha - ‘neben den Stromschnellen’, der Bezeichnung für Fort Smith, diese Chipewyan (Denesuline) lebten am Ostufer des Great Slave Lake entlang des Lutsel K’e, Taltson und Thelon River, benannt sind sie nach dem gleichnamigen 1872 errichteten Außenposten der Hudson’s Bay Company am südlichsten Ende der unpassierbaren Stromschnellen (Cassette Rapids, Pelican Rapids, Mountain Rapids und Rapids of the Drowned) des Slave River, sie unterzeichneten 1899 den Vertrag Nr. 8, 1959 zogen sie von Fitzgerald nach Fort Smith, entlang des Slave River an der Grenze zu Alberta, Verwaltungssitz ist Fort Smith Settlement, Nordwest-Territorien (NRW), Reservate: ?ejere K'elni Kue #196I, Hokedhe Túe #196E, K'i Túe #196D, Li Dezé #196C, Thabacha Náre #196A, Thebathi #196, Tsu K'adhe Túe #196F, Tsu Nedehe Túe #196H, Tsu Túe #196G, Tthe Jere Ghaili #196B, ca. 100 km², ca. 100 km², Population: 324)[29]
  - Salt River First Nation #195 (Fitzgerald #196 am Slave River im Regional Municipality von Wood Buffalo ist das größte und zugleich einzige Reservat der First Nation in Alberta, die anderen Reservate befinden sich alle in den Nordwest-Territorien, es liegt ca. 17 km südlich der Grenze zu den Nordwest-Territorien (NRW) sowie ca. 23 km südöstlich des Verwaltungssitzes Fort Smith, die meisten Stammesmitglieder leben daher auch nicht in Alberta, Reservat: Fitzgerald #196, ca. 37 km², die hier ansässigen Stammesmitglieder sind meist Nachfahren der Thebarzhie Band der Chipewyan, während die in den NWT lebenden Stammesmitglieder meist Nachfahren der Dedharesche Band sind, weitere in den Nordwest-Territorien – siehe dort)[30]

Manitoba:
- Keewatin Tribal Council[31]
  - Barren Lands (Brochet Kuę́) First Nation (das Reservat #197 liegt am Nordufer des Reindeer Lake, ca. 256 km nordöstlich von Thompson, Manitoba, der Verwaltungssitz sowie die Hauptsiedlung der meist aus Cree und Chipewyan (Dene) bestehenden First Nation liegt ca. 928 km nördlich von Winnipeg und 19 km östlich der Grenze zu Saskatchewan, im Jahr 1906 unterzeichneten sie den Vertrag Nr. 10, später spalteten sich einige Mitglieder ab und bildeten die Northlands (Lac Brochet) Dene First Nation, die nach Lac Brochet, am gleichnamigen See, ca. 70 km weiter nördlich umsiedelten, Reservat: Brochet #197, ca. 43 km², Population: 1.021)[32]
  - Northlands (Lac Brochet) Dene First Nation (auch Northlands Denesuline First Nation, das Reservat #197A liegt ca. 240 km nordöstlich von Thompson, Manitoba, die Hauptsiedlung und Verwaltung ist die Gemeinde Lac Brochet am gleichnamigen See, ursprünglich bildeten sie einen Teil der Barren Lands (Brochet) First Nation, historisch wurden sie manchmal als Etthen eldili dene oder Etthén heldélü Dené, Ethen-eldeli - ‘Karibu-Esser’, Reservate: Lac Brochet (Dálú tué) #197A, Sheth chok, Thuycholeeni, Thuycholeeni azé, Tthekalé nu, ca. 22 km², Population: 1.005)[33]
  - Sayisi Dene (Tadoule Lake) First Nation (‘Volk im Osten’, früher bekannt als ‘Duck Lake Dene’, lebten als Halbnomaden am Little Duck Lake[34] als europäische Händler die Region erreichten, nannten den früheren HBC-Handelsposten Karibu-Post, da er nahe ihren Stammesgebieten lag, unterzeichneten 1910 den Vertrag Nr. 5, als gegen Mitte des 20. Jhd. die Karibuherden bedrohlich abnahmen, wurden die Sayisi Dene 1956 zwangsweise nach Churchill umgesiedelt,[35] wo bereits andere Chipewyan lebten, ca. 10 Jahre gehörten sie nun zur ‘Churchill Band of Caribou-eater Chipewyan’ (auch ‘Fort Churchill Dene Chipewyan Band’ genannt), doch der Versuch Nomaden sesshaft zu machen scheiterte, ca. ein Drittel der Sayisi Dene starb, um weiterhin als Nomaden von der Karibujagd leben zu können, zogen sie 1973 nordwärts und errichteten die Siedlung Tadoule Lake (heute Churchill IR#1),[36] entlang des Seal River, 320 km nördlich von Thompson, ca. 80 km südlich der Baumgrenze, inmitten der Wintergebiete der Qaminuriak-Karibu-Herde, Reservat: Churchill #1, ca. 2 km², Population: 729)[37]

Nordwest-Territorien:
- Akaitcho Territory Government (ATG)
  - Deninu K'ue First Nation (engl. Aussprache: ‘Deneh-noo-kweh’ - ‘Volk, der Elch-Insel’, früher auch ‘Fort Resolution Dene’, die Siedlung Fort Resolution liegt auf einer Halbinsel südwestlich des Slave River-Delta am Südufer des Great Slave Lake, ca. 150 km südlich von Yellowknife, 1786 wurde im Slave River-Delta der erste Handelsposten der North West Company gegründet, später wurde dieser in die Nähe von ‘Moose Deer Island’ verlegt, jedoch wurde dieser Platz wiederum aufgegeben, als das Fort Resolution am Great Slave Lake gebaut wurde, Deninu K'ue oder Dene Nu Kwen wurden/werden alle Chipewyan (Denesuline) genannt, die traditionell zu Fort Resolution zum Handeln kamen, Reservat: Fort Resolution Settlement[38], Population: 843)[39]
  - Lutsel K'e Dene First Nation (sprich: ‘Loot-sel-kay’, auch Łutsel K'e - ‘Ort des Łutsel-Fisches’,[40] heute die nördlichste Chipewyan-Gruppe, einst nomadische Karibu-Jäger, siedelten die Chipewyan (Denesuline) nach Errichtung eines Handelsposten der Hudson’s Bay Company in der Nähe des heutigen Lutsel K'e im Jahr 1925 sich dort dauerhaft an, 1954 zogen sie in die heutige Gemeinde um,[41] die Siedlung Lutsel K'e (bis 1992 als Snowdrift bekannt, da die Siedlung nahe der Mündung des Snowdrift Rivers liegt) befindet sich am südöstlichen Ufer des Great Slave Lake, 190 km östlich von Yellowknife, früher als Snowdrift Band bekannt, Reservat: Snowdrift Settlement, Population: 725)[42]
  - Salt River First Nation #195 (Verwaltungssitz ist Fort Smith, ca. 300 km südöstlich von Yellowknife, der Hauptstadt der NRW, das größte Reservat befindet sich im äußersten Norden Albertas sowie alle übrigen im äußersten Süden der NWTs, Stammesmitglieder leben in den Northwest Territories, British Columbia, Alberta, Saskatchewan, Ontario und Newfoundland, sowie in den USA sowie Australien, 1872 baute die Hudson’s Bay Company einen Außenposten namens Smith’s Landing am südlichsten Ende der unpassierbaren Stromschnellen (Cassette Rapids, Pelican Rapids, Mountain Rapids und Rapids of the Drowned) des Slave River, dem 1874 ein weiterer Vorposten, namens Fort Smith, nördlich der Stromschnellen folgte,[43] durch den Pelzhandel veränderte sich auch hier das Machtverhältnis zwischen den Stämmen, die hier ursprünglich ansässigen Slavey waren nach Norden ausgewichen, und gegen 1870 hatten bereits feindliche Waldland-Cree das Slave River Valley eingenommen, zudem begannen nun auch Gruppen der Chipewyan (Denesuline) in dieses Gebiet zu ziehen, Reservate: Fort Smith Settlement, Salt Plains #195, Salt River #195, Fitzgerald #196 (Alberta), ca. 230 km², Population: 879, die heutige First Nation besteht aus Nachfahren der Chipewyan Band namens Dedharesche sowie zugezogenen Waldland-Cree, die das Gebiet rund um Fort Smith traditionell zur Jagd nutzten, im Jahr 2008 wurden ihnen im Treaty Settlement Agreement durch die kanadische Regierung mehrere insgesamt ca. 401 km² umfassende Reservatgebiete rund um Fort Smith sowie ca. 13 km² im Wood-Buffalo-Nationalpark zugesprochen)[44]

Saskatchewan:
- Prince Albert Grand Council (PAGC)[45]
  - Fond Du Lac Denesuline (Gąnı́ kuę́ ) (Siedlung Fond-du-Lac, bevölkerungsreichstes Reservat #227 about östlich des Lake Athabasca, Reservate: Fond Du Lac #227, #228, #229, #231, #232, #233)[46]
  - Hatchet Lake Denesuline First Nation (Tthëłtué) (auch Lac la Hache Denesuline First Nation, Reservat: Lac la Hache #220)[47]
  - Black Lake Denesuliné Nation (Tázën tué) (früher ‘Stony Rapids Denesuliné’, Verwaltungssitz ist Black Lake am nordwestlichen Ufer des Black Lake, ca. 20 km südöstlich von Stony Rapids, wo der Fond du Lac River aus dem See austritt, um in den Lake Athabasca zu münden, bevölkerungsreichstes Reservat#224 liegt ca. 170 km südöstlich von Uranium City (Tsókı̨në), Reservate: Chicken #224, #225, #226)[48]
- Meadow Lake Tribal Council (MLTC)[49]
  - Buffalo River Dene Nation (Ɂëjëre dësché) (das Reservat liegt ca. 84 km nordöstlich von Île-à-la-Crosse (Kuę́), Reservat: Buffalo River Dene Nation #193)[50][51]
  - Clearwater River Dene Nation (Tı̨tëlase tué) (bevölkerungsreichstes Reservat liegt ca. 24 km östlich von La Loche, Reservate: Clearwater River Dene #222, #221, #223, La Loche Indian Settlement)[52]
  - English River First Nation (Verwaltungssitz ist Patuanak, unterzeichneten 1906 unter Häuptling William Apesis den Vertrag Nr. 10, der Name leitet sich vom English River ab, an dessen Ufer die Kés-ye-hot!ínne (Kés-ye-hot’ı̨në) lebten, früher war das Reservat als Grassy Narrows bekannt, die meisten Familien, die nun in Patuanak (Bëghą́nı̨ch’ërë) wohnen, lebten ursprünglich flussabwärts am Primeau Lake, Knee Lake und Dipper Lake, Reservate: Patuanak, Cree Lake 192G, Porter Island 192H, Elak Dase 192A, Knee Lake 192B, Dipper Rapids 192C, Wapachewunak 192D, LaPlonge 192)[53]
  - Birch Narrows First Nation (K’ı́t’ádhı̨ká) (Verwaltungssitz ist Turnor Lake am gleichnamigen See, bevölkerungsreichstes Reservat #193B liegt ca. 124 km nordöstlich von Île-à-la-Crosse und wurde durch die Unterzeichnung des Vertrags Nr. 6 von 1906 errichtet, Reservate: Churchill Lake #193A, Turnor Lake #193B, #194)[54]

## Bekannte Chipewyan
- Thanadelthur
- Louis Riel (hatte Chipewyan als Großeltern)